# 佩雷拉彗星
佩雷拉彗星（Comet Pereyra），編號為C/1963 R1、1963 V、1963e，是一顆出現於1963年明亮的彗星，屬於克魯茲族彗星。

## 觀測歷史
1963年9月14日，阿根廷科爾多瓦天文台澤農·佩雷拉（Zenon M. Pereyra）首次發現這顆彗星。英國天文學家喬治·阿爾科克（George Alcock）後來報告說，9月12日，他在低空觀察到一道細細的鉛筆狀光束，這可能是彗星的尾巴。
它很明亮，視星等為2等，並且有一條大約1度長的短尾巴。在接下來的幾天裡，這顆彗星迅速消退，顯然已經過了近日點，儘管到9月底它的彗尾長度已增長到約10°。在其短暫的肉眼可見期間，整個南半球都可以廣泛觀察到彗星。

## 軌道
當彗星遠離太陽時，軌道研究顯示佩雷拉彗星是一顆掠日彗星，距離太陽表面僅60,000公里。進一步的分析表明，它是克魯茲族彗星的成員，原本來自一顆巨大的掠日彗星，該彗星在幾個世紀前就破碎了。
克魯茲族彗星由兩個主要的子群組成，它們是由原始彗星的兩個不同碎片進一步分裂而產生的。研究表明，佩雷拉彗星是包括1843年大彗星和1882年大彗星在內的子群中的成員，儘管佩雷拉彗星與較大碎片的分離可能發生在兩顆大彗星分離之前。